# Streifenruderschlange
Die Streifenruderschlange (Hydrophis cyanocinctus) zählt innerhalb der Familie der Giftnattern (Elapidae) zu den Seeschlangen.

## Beschreibung
Die Streifenruderschlange erreicht eine Länge von maximal 200 cm, meistens zwischen 130 und 160 cm. Die Grundfarbe ist ein helles weiß bis grau, von Kopf bis zur abgeflachten, ruderartigen Schwanzspitze sind dunkel-blaue Querstreifen zu sehen. Im Oberkiefer der sehr giftigen Schlange befinden sich zwei festsitzende ca. einen Zentimeter lange Giftzähne. Der Kopf setzt sich nur schwach vom Körper ab und ist recht klein im Vergleich zu Körper. Die Streifenruderschlange besitzt ein sehr potentes Schlangengift, Bissunfälle beim Ausleeren von Fischernetzen haben ernste Folgen und können tödlich enden.

## Verbreitung
Die Streifenruderschlange hat ein großes Verbreitungsgebiet. Sie kommt im Persischen Golf, im Indischen Ozean und im Pazifik bis nach Japan vor. Sie gehört zu den Seeschlangen, welche in Küstengewässern leben. Dort geht sie zwischen Felsen oder Korallen auf Jagd nach kleineren Fischen, insbesondere Aalartigen.

## Schutzstatus
Hydrophis cyanocinctus ist im Anhang D der EU-Artenschutzverordnung gelistet.